# خوسيه كيروغا سواريز
خوسيه كيروغا سواريز هو طبيب وسياسي إسباني، ولد في 4 يوليو 1920 في بيتين في إسبانيا، وتوفي في 18 أكتوبر 2006 في روا في إسبانيا.

## مناصب
- انتخب mayor of A Rúa ‏.
- انتخب عضو برلمان منطقة غاليسيا  [لغات أخرى]‏.
- انتخب رئيس حكومة إقليم غاليسيا [الإنجليزية]‏ (1979 – 1982).
- انتخب عضو مجلس الشيوخ الإسباني  [لغات أخرى]‏ عن دائرة Ourense (Congress of Deputies constituency) [الإنجليزية]‏ (15 يونيو 1977 – 23 أبريل 1986).